# Helicopsyche nigrospinosa
Helicopsyche nigrospinosa är en nattsländeart som beskrevs av Kjell Arne Johanson 1999. Helicopsyche nigrospinosa ingår i släktet Helicopsyche och familjen Helicopsychidae. Inga underarter finns listade i Catalogue of Life.